# Jedele
Der Name Jedele stammt vom altdeutschen Personennamen Uodalrich aus althochdeutsch ôd(al) (Erbgut) und rich (mächtig, Herrscher) ab. Verwandt ist er mit dem Namen Ulrich und lässt sich am besten als Herrscher über das vererbte Gut übersetzen. Ähnliche Namen sind Ützle oder Jehle.
Die Jedeles gehen zurück auf Jakob Jedelin, geboren um 1540 in Wolfenhausen (südlich Stuttgart – heute zu Neustetten). Verbreitet ist der Name in Deutschland, der Schweiz, Frankreich und den USA. 

## Namensträger
- Andrea Jedele (* 1964), deutsche Produzentin für Film und Fernsehen
- Helmut Jedele (1920–2012), deutscher Filmproduzent und ehemaliger Präsident der Hochschule für Fernsehen und Film in München
- Stefan Jedele (1954–2022), Fernsehproduzent und ehemaliger Programmdirektor von RTL II und Super RTL.